# Anaerythrops philipi
Anaerythrops philipi är en tvåvingeart som beskrevs av Barretto 1948. Anaerythrops philipi ingår i släktet Anaerythrops och familjen bromsar. Inga underarter finns listade i Catalogue of Life.